# Transporttrekker

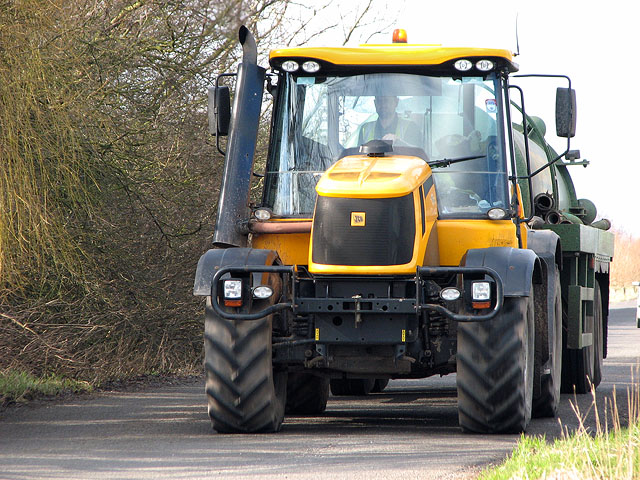
Een transporttrekker te Barroway Drove, Verenigd Koninkrijk

Een transporttrekker is een tractor die gebruikt wordt voor transport op de langere afstand. Dit type trekker heeft vaak een versnellingsbak waarin een zogenaamde transportversnelling is toegepast, of een andere eindoverbrenging. Dit heeft als doel om een wat hogere snelheid te bereiken om de reistijden te verkorten. 
In de specificaties van de diverse merken, zeker de oldtimers, zijn de gegevens wel terug te vinden aangaande de overbrengingsverhoudingen. Ook zie je dan dat er rubber banden worden toegepast. De oldies konden vaak ook op stalen wielen geleverd worden. Die waren echt bedoeld voor landarbeid. Een term die men dan vaak tegenkomt is "snellgang".
Met een transporttrekker kan ook een zware vrachtwagen bedoeld worden.